# Mastiff
För andra betydelser, se Mastiff (olika betydelser).
Mastiff är en hundras av molossertyp från Storbritannien.

## Historia
Mastiffens ursprung och släktskap med andra hundar av samma typ har inte klarlagts. När romarna erövrade Britannia år 55 f.v.t. fanns enligt vissa källor hundar av denna typ där. De var större än romarnas egna doggar och exporterades till Rom där de användes till björn- och lejonhetsningar. Hur dessa hundar ursprungligan skall ha kommit till England är oklart.
Drottning Kristina fick den 30 december 1653, en mastiff i gåva från ambassdören Whitelock. Överlämnandet är beskrivet i Whitelockes dagbok.
På 1800-talet startade renaveln. Men efter andra världskriget var rasen nästan utdöd i hemlandet, men då fanns en stam i USA och rasen kunde räddas med hjälp av importer. Mastiffen rekonstruerades även genom inkorsning av sankt bernhardshundar som framförallt användes för att behålla storleken. Än idag kan det hända att det föds långhåriga valpar. Dessa är dock inte godkända och får därför inte avlas på eller ställas ut.
1883 grundades den engelska mastiffklubben, Old English Mastiff Club.

## Egenskaper
Långt tillbaka användes rasen till djurhetsningar, krig och som vakthund. Idag är mastiffen främst sällskapshund och är lugn och tillgiven sin familj. En del har tävlat med bra resultat i lydnad men på grund av storleken och tyngden är rasen inte optimal som arbetande hund och kräver inte alltför mycket motion. De kan trivas som gårdshundar. Rasen får inte visa aggressivitet men det finns de som är reserverade.

## Utseende
Mastiffen ska vara stor, rektangulär, kraftig, symmetrisk och välbyggd. De finns i tre olika färger. Dessa är aprikos, fawn och brindle, där fawn är den mest vanliga. Rasen beskrivs så här i den engelska rasstandarden, som går tillbaka till slutet av 1850-talet, "Size is desirable, but only if combined with quality and if absolute soundness is maintained. Height and substance important if both points are proportionately combined." 
Mastiffen mäts således inte i mankhöjd utan brukar refereras till vikt, där önskad sådan är för tik; 75kg och uppåt och hanhund; 90kg och uppåt. Det är inte ovanligt att hanarna uppnår en vikt på över 100kg när de har vuxit klart.

## Hälsa
Som hos de flesta stora och tunga hundraserna förekommer höftledsdysplasi (HD), armbågsdysplasi (ED), knäledsproblem och magsäcksomvridning.
Under uppväxten är det viktigt att hunden inte är mager eller övergödd. Valpen/unghunden ska få röra på sig men för mycket springande är inte att rekommendera.
Mastiffen växer fort i kroppen och går ibland upp 5 kg i veckan under dessa tillväxtperioder.